# Habitatge a la travessia antiga de Cal Metge, 1-3 (Vilobí d'Onyar)
L'edifici situat a la Travessia antiga de Cal Metge, 1-3 de Vilobí d'Onyar (Selva) ocupa tres de les parcel·les projectades pel creixement de la vila. És una construcció senzilla característica de mitjans del segle xix en els nuclis urbans. L'edifici, situat a l'eixample de Vilobí d'Onyar, forma part de l'Inventari del Patrimoni Arquitectònic de Catalunya.

## Descripció
És una construcció cantonera entre el carrer Travessera antiga de cal Metge, on dona la façana principal, i el carrer Girona. És de planta rectangular, tres pisos i coberta a dues vessants amb caiguda a la façana. Ha estat recentment reformada recuperant la composició original. La façana principal presenta tres portals emmarcats amb pedra d'arc carpanell molt rebaixat. Al primer pis tres hi ha obertures rectangulars amb balcó de barana de ferro treballada. I, al pis superior, trobem tres obertures més amb els corresponents balcons, més petits, amb barana de ferro senzilla. Totes les obertures són emmarcades amb pedra. El parament mostra un sòcol d'aplacat de pedra irregular a la part baixa i la resta és arrebossat. Les façanes lateral i posterior han estat molt reformades. A la part posterior s'han fet balcons correguts nous que no existien en l'edifici original. La planta baixa s'ha habilitat per oficines i la resta de l'edifici s'ha subdividit en pisos independents.

## Història
Aquests habitatges formen part de l'eixample vuitcentista projectat i parcialment realitzat a Vilobí d'Onyar. Per iniciativa del comte de Solterra, senyor del castell, en les terres dites la "Coromina gran del castell" es va dissenyar un projecte en què el terreny es divideix en 108 parcel·les per edificar-hi, alhora que es preveia obrir nous carrers. Francesc Barnoya, agrimensor de la ciutat de Girona, aixecà els plànols l'any 1858. La Travessia de cal Metge és un dels pocs carrers construïts, dels molts que es van projectar, i l'edifici d'habitatges correspon a aquesta fase de desenvolupament urbà.